# Clockwork Knight
Clockwork Knight, i Japan känt som Clockwork Knight: Pepperouchau's Adventure - First Volume (クロックワーク ナイト ～ ペパルーチョの大冒険・上巻～?), är ett sidscrollande plattformsspel utvecklat och utgivet av Sega till Sega Saturn. Spelet släpptes i Japan den 9 december 1994, i Nordamerika 1995, och i Europa den 8 juli 1995. Spelet följdes av Clockwork Knight 2.

## Handling
Leksakssoldaten Sir Tongara de Pepperouchau III ("Pepper") skall rädda prinsessan Chelsea, som blivit bortförd.

### Fotnoter
1. 1 2  ”Arkiverade kopian”. Arkiverad från originalet den 3 oktober 2011. https://web.archive.org/web/20111003053503/http://www.gamefaqs.com/saturn/562826-clockwork-knight/data. Läst 10 juli 2010.